# Bloco do China
O Bloco do China é um bloco de enredo da cidade de Duque de Caxias, no estado do Rio de Janeiro. O bloco tem sua sede administrativa, quadra de ensaios, barracão e ateliê na rua Francisca Tomé, no bairro Centenário. No auge de sua fama, o bloco ensaiava na quadra do Colégio Estadual Senhor do Bonfim, e no campo do Tricolor FC, ambos no bairro Parque Centenário.

## História
Tendo como cores o vermelho e branco, o "dragão alvirubro da Baixada Fluminense" é um dos blocos mais tradicionais do Rio, sendo várias vezes campeão tanto no Rio, como em Caxias. O bloco já serviu, e ainda serve, de base para a escola de samba Acadêmicos do Grande Rio, duas vezes vice-campeã carioca, sendo sua maior contribuição o diretor de carnaval e vice presidente Milton Perácio, que no Bloco do China acumulava as funções de presidente e intérprete.
O Bloco do China, atualmente presidido por Maria da Paz,, desfila no Grupo 2 dos blocos no Carnaval carioca. Conquistou seu o título no Grupo 1 em 2000, com o enredo "O sonho da feliz cidade", que contava a história da Grande Rio.
Em 2007 o bloco conseguiu o terceiro lugar com o enredo "Pintando o sete", sobre as cores, de autoria da comissão de carnaval. No ano seguinte, foi campeão em Caxias, obtendo 101 pontos.
Em 2010, foi o sétimo bloco a desfilar pelo Grupo 2, na Intendente Magalhães - a quarta agremiação programada para a noite, Tigre de Bonsucesso, não desfilou. Apresentou o enredo "Parabéns Amazonas pela sua cultura e sua riqueza. Preservar vale ouro". A palavra Amazonas veio grafada com um acento circunflexo inexistente em cima da letra O, no abre-alas.
Em 2011, após descumprir a ordem de entrada, foi rebaixado para o Grupo 3 dos blocos, com um enredo sobre a cidade do Rio de Janeiro.
Foi campeão em 2014 pelo Grupo 3, e vice-campeã do Carnaval de Caxias em 2016. No mesmo ano, com o quarto lugar no segundo grupo, ascendeu novamente ao grupo principal dos blocos de enredo.

## Segmentos

### Presidentes
| Nome                             | Mandato        | Ref.  |
| -------------------------------- | -------------- | ----- |
| Maria da Paz Jesus do Nascimento | ? - atualidade | [ 1 ] |

### Diretores
| Ano  | Diretor de carnaval | Diretor de harmonia | Diretor de bateria                     | Ref   |
| ---- | ------------------- | ------------------- | -------------------------------------- | ----- |
| 2020 |                     |                     | Cláudio do Nascimento Jesus "Filhinho" | [ 4 ] |

### Intérpretes
| Intérpretes oficiais | Período           | Ref |
| -------------------- | ----------------- | --- |
| Curió e Camaleão     | 2006 - atualidade |     |

## Carnavais
| Ano  | Colocação   | Grupo           | Enredo                                                                                                  | Carnavalesco                                                                     | Ref.   |
| ---- | ----------- | --------------- | --- | -------------------------------------------------------------------------------- | ------ |
| 2006 | 5º lugar    | Grupo 2         | Pintando o 7 nas 7 cores do Arco-Íris                                                                   | Zezé de Oiá e Jorge D’Oxóssi                                                     | [ 5 ]  |
| 2007 | 3º lugar    | Grupo 2         | Oh! Que esplendor, O Brasil dos imigrantes                                                              | Zezé de Oiá e Jorge D’Oxóssi                                                     | [ 6 ]  |
| 2008 | 4º lugar    | Grupo 2         | A Lenda de Guaraci                                                                                      | Zezé de Oiá e Jorge D’Oxóssi                                                     | [ 7 ]  |
| 2009 | 7º lugar    | Grupo 2         | Um passeio até Zanzibar                                                                                 | Dom Chico                                                                        | [ 8 ]  |
| 2010 | 4º lugar    | Grupo 2         | Parabéns Amazonas pela sua cultura e sua riqueza. Preservar vale ouro                                   | Bruno Rocha                                                                      | [ 9 ]  |
| 2011 | 10º lugar   | Grupo 2         | O Rio de Janeiro continua lindo                                                                         | Levy Cintra e Sérgio Ubirajara                                                   | [ 9 ]  |
| 2012 | 2º lugar    | Grupo 3         | Alegria, Alegria, A Folia que me contagia                                                               | Levy Cintra e Sérgio Ubirajara                                                   | [ 10 ] |
| 2013 | 3º lugar    | Grupo 3         | Isabel, a princesa                                                                                      | Levy Cintra e Sérgio Ubirajara                                                   |        |
| 2014 | Campeão     | Grupo 3         | E o Samba Sonhou Samba, Fé e Alegria                                                                    | Wilson Pralon                                                                    | [ 11 ] |
| 2014 | 3º lugar    | Duque de Caxias | E o Samba Sonhou Samba, Fé e Alegria                                                                    | Wilson Pralon                                                                    | [ 12 ] |
| 2015 | 5º lugar    | Grupo 2         | Zanzibar                                                                                                | Dico, Nete e Roberto Fonseca                                                     |        |
| 2015 | Vice-Campeã | Duque de Caxias | Zanzibar                                                                                                | Dico, Nete e Roberto Fonseca                                                     |        |
| 2016 | 4º lugar    | Grupo 2         | O Sonho da FelizCidade                                                                                  | Dico, Nete e Roberto Fonseca                                                     |        |
| 2016 | Campeã      | Duque de Caxias | O Sonho da FelizCidade                                                                                  | Dico, Nete e Roberto Fonseca                                                     | [ 13 ] |
| 2017 | 6º lugar    | Grupo 1         | Os Quilombos, Os Pântanos e a Hidra                                                                     | Maria da Paz Jesus do Nascimento Regilene Costa Dias Lucinete da Silva Gonçalves |        |
| 2018 | 9º lugar    | Grupo 1         | Lapa boêmia, dos malandros imortais                                                                     | Maria da Paz Jesus do Nascimento Regilene Costa Dias Lucinete da Silva Gonçalves |        |
| 2019 | 7º lugar    | Grupo 1         | Alegria de uma Cultura Negra                                                                            | Maria da Paz Jesus do Nascimento Regilene Costa Dias Lucinete da Silva Gonçalves | [ 14 ] |
| 2020 | 6º lugar    | Grupo 1         | E o samba sonhou samba, fé e alegria Compositores:Arnaldo de Jesus e Ricardo Augusto da Silva Guimarães | Maria da Paz Jesus do Nascimento Regilene Costa Dias Lucinete da Silva Gonçalves | [ 4 ]  |
| 2022 | 6° lugar    | Grupo 1         | O Rio de Janeiro Continua Lindo...                                                                      | Wilson Pralon                                                                    |        |
| 2023 | 10° lugar   | Grupo 1         | |                                                                                  |        |
| 2024 | 7° lugar    | Grupo 2         | O Sonho da Feliz Cidade                                                                                 |                                                                                  |        |
| 2025 | 8° lugar    | Grupo 2         | |                                                                                  |        |